# Смугаста лейконіхія
Поперечносмугаста лейконіхія —  періодична зміна кольору та складу пластинки нігтя в залежності від стану організму. Симптом пов'язується із наявністю у організмі  отруюючих речовин які порушують швидкість та якість росту нігтя, зміни якого відкладаються таким чином у хронологічному порядку та видимі на нігтьовій пластинці. Симптом може бути індикатором отруючої дії окремих металів та токсинів. Явище також називають як Лінії Міса або лінії Олдріча–Міса.

## Етіологія
Лінії з’являються після епізоду отруєння миш’яком, талієм або іншими важкими металами. Виникають при отруєнні селеном, опіоїдом МТ-45, можуть з’являтися, якщо пацієнт страждає від ниркової недостатності. Можуть спостерігатись у пацієнтів на при хіміотерапії.

## Історія
Явище названо на честь голландського лікаря Р. А. Міса, який описав аномалію в 1919 році, більш ранні описи тієї ж аномалії були зроблені англійцем Е. С. Рейнольдсом у 1901 році та американцем К. Дж. Олдрічом у 1904 році.